# Stanislav Stratiev
Stanislav Stratiev (búlgaro: Станислав Стратиев) 9 de septiembre de 1941 - 20 de septiembre de 2000) fue un dramaturgo, guionista y novelista búlgaro. Sus primeros trabajos fueron frecuentemente asociados al teatro del absurdo.

## Obra
Stratiev es autor de antologías de cuentos y novele breves emblemáticos de la transición búlgara a la democracia, de miniaturas humorísticas, obras teatrales, guiones cinematográficos. Ha sido distinguido con premios nacionales y prestigiosos galardones internacionales. En 1991 le es otorgado el primer Premio en el Concurso Internacional de Piezas Europeas, en Maubeuge, Francia. Al año siguiente, ocupa el segundo puesto en el Concurso mundial para Piezas Dramáticas, de la BBC, por su obra "Del otro lado".
Stratiev es el dramaturgo búlgaro con el mayor número de obras escenificadas en el extranjero.
Textos teatrales (por orden cronológico de puesta en escena)
- Baño romano
- Chaqueta de gamuza
- Autóbus
- El maximalista
- No te desanimes
- La tierra gira
- La vida a pasar de ser corta
- Mammuth
- Del otro lado

Guiones para cine
- El guardián del bastión
- Guardarropa
- Sol breve
- Orquesta sin nombre
- Equilibrio

Novelas
- Los molinos solitarios
- Viaje sin maletas
- Pato silvestre entre los árboles
- Detalles del paisaje
- El caballo de Troya
- El barco cantante
- Paisaje con perro